# استیو ویتکاف
استیون چارلز ویتکاف (انگلیسی: Steven Charles Witkoff؛ زادهٔ ۱۵ مارس ۱۹۵۷)در ابتدا یک دلال و سپس میلیاردر سرمایه‌گذار املاک، وکیل پیشین و دیپلمات آمریکایی است که از ژانویه ۲۰۲۵ به عنوان نماینده ویژه آمریکا در خاورمیانه فعالیت می‌کند. او بنیان‌گذار و رئیس شرکت ویتکاف گروپ است. ویتکاف کار خود را به عنوان وکیل املاک آغاز کرد و سپس به سرمایه‌گذاری و توسعه املاک روی آورد. از خریدهای برجسته او می‌توان به ساختمان دیلی نیوز، ساختمان وول‌ورث، ۳۳ مِیدِن لِین و هتل پارک لین در منهتن اشاره کرد. فهرست میلیاردرهای فوربز در سال ۲۰۲۵ دارایی خالص ویتکاف را حدود ۲ میلیارد دلار برآورد کرد که او را به عنوان ۱۷۶۳مین فرد ثروتمند جهان در آن سال معرفی می‌کرد.
ویتکاف در نخستین دوره ریاست‌جمهوری دونالد ترامپ در سال ۲۰۲۰ عضو گروه‌های صنعتی احیای بزرگ اقتصاد آمریکا بود که با هدف مقابله با تأثیرات اقتصادی همه‌گیری کووید-۱۹ در ایالات متحده تشکیل شده بود. در نوامبر ۲۰۲۴ دونالد ترامپ، به عنوان رئیس‌جمهور منتخب اعلام کرد که ویتکاف را به عنوان نماینده ویژه ایالات متحده در امور خاورمیانه منصوب خواهد کرد. ویتکاف پیش از آغاز رسمی کار خود در ژانویه ۲۰۲۵ در گفتگوهای مربوط به آتش‌بس و تبادل گروگان‌ها بین اسرائیل و حماس نقش داشت. علاوه بر مسئولیت‌هایش در خاورمیانه، او به‌طور غیررسمی نماینده ترامپ نزد ولادیمیر پوتین، رئیس‌جمهور روسیه نیز بود.

## اوایل زندگی
ویتکاف در ۱۵ مارس ۱۹۵۷ در منطقه برانکس شهر نیویورک در خانواده‌ای یهودی، زاده و در بالدوین هاربور و الد وست‌بری در لانگ آیلند ایالت نیویورک بزرگ شد. او فرزند مارتین و لوئیس ویتکاف است. پدرش در شهر نیویورک تولیدکنندهٔ پالتوهای زنانه بود. پدربزرگ و مادربزرگ پدری او هر دو در امپراتوری روسیه به دنیا آمده بودند.
استیو ویتکاف در سال ۱۹۸۰ مدرک کارشناسی خود را از دانشگاه هافسترا دریافت کرد و در سال ۱۹۸۳ موفق به دریافت مدرک دکترای حقوق از دانشکده حقوق هافسترا شد.

## کار در بخش خصوصی
ویتکاف کار حرفه‌ای خود را به‌عنوان وکیل املاک آغاز کرد و بعدها به یک سرمایه‌گذار و توسعه‌دهنده میلیاردر در حوزه املاک تبدیل شد. در نوامبر ۲۰۲۴ وال‌استریت ژورنال گزارش داد: «همتایان او در دنیای املاک همواره ویتکاف را فردی باهوش، خوش‌برخورد و مذاکره‌کننده‌ای بااستعداد و درعین‌حال خاکی توصیف می‌کنند.»
پس از فارغ‌التحصیلی از دانشکده حقوق در سال ۱۹۸۳ ویتکاف در شرکت حقوقی دریر اند تراب (Dreyer & Traub) که در حوزه املاک در نیویورک فعالیت داشت، مشغول به کار شد. یکی از موکلان او در آن زمان دونالد ترامپ بود. آن‌ها پس از همکاری در یک معامله تجاری و دیدار در یک رستوران در نیویورک با یکدیگر دوست شدند.
سپس ویتکاف تا سال ۱۹۸۶ به‌عنوان وکیل املاک در شرکت حقوقی رزنمن اند کالین در نیویورک فعالیت داشت.
در سال ۱۹۸۵ او با همکاری لری گلاک، یکی دیگر از وکلای املاک شرکت دریر اند تراب، شرکت استلار منیجمنت را تأسیس کرد. نام «استلار» ترکیبی از نام‌های «استیو» و «لری» است. آن‌ها مسیر حرفه‌ای خود را از وکالت به مالکیت و مدیریت املاک تغییر دادند. این دو شریک، ساختمان‌های ارزان‌قیمتی را در مناطق واشینگتن هایتس، منهتن و نورثوست برانکس خریداری کردند؛ در یک مقطع، آن‌ها مالک ۸۵ ساختمان با بیش از ۳۰۰۰ واحد آپارتمانی بودند.
ویتکاف پس از جمع‌آوری یک مجموعه کوچک از املاک، در سال ۱۹۹۵ املاک خود را به منطقه منهتن جنوبی گسترش داد و چند ساختمان اداری ارزان‌قیمت خریداری کرد. در سال ۱۹۹۶ او از کریدیت سویز فرست بوستون برای خرید ساختمان ۳۳ مِیدِن لین که توسط معماران فیلیپ جانسون و جان بورگی طراحی شده بود، تأمین مالی گرفت. سال بعد، ۱۳ طبقه بالایی آن ساختمان را به بانک فدرال رزرو نیویورک برای مدت ۲۵ سال اجاره داد. رابطه نزدیکی با کریدیت سویز فرست بوستون شکل گرفت و ویتکاف املاک بیشتری خریداری کرد—بیشتر با استفاده از مقدار بسیار کمی از سرمایه خودش—که از جمله آن‌ها می‌توان به ساختمان معروف دیلی نیوز در میدتاون منهتن اشاره کرد که توسط معماران ریموند هود و مید هاولز طراحی شده بود.
در سال ۱۹۹۷ ویتکاف از استلار منیجمنت جدا شد، شرکت خصوصی ویتکاف گروپ را تأسیس کرد و به‌عنوان رئیس هیئت مدیره و مدیرعامل آن در نیویورک شروع به کار کرد و حوزه فعالیت خود را به ساخت‌وساز مسکونی و نوسازی گسترش داد. در سال ۱۹۹۸ او به همراه شریک تجاری‌اش روبین شران، ساختمان تاریخی وول‌ورث را در ترایبکا به مبلغ ۱۳۸ میلیون دلار خریداری کردند. سپس ویتکاف سرمایه‌گذاری‌های خود را به شهرهای شیکاگو، دالاس و فیلادلفیا گسترش داد. تا اکتبر ۱۹۹۸ شرکت ویتکاف گروپ مالک یا بهره‌بردار ۱۱ میلیون فوت مربع فضای تجاری و خرده‌فروشی بود و مالکیت ۷۵۰۰ واحد آپارتمانی و چند پروژه زمین و هتل را نیز در اختیار داشت.

در سال ۱۹۹۸ قرار بود شرکت او با ارزش ۲ میلیارد دلار وارد عرضه اولیه سهام بورس شود. اما به دلیل سقوط بازار املاک، این برنامه لغو شد. در همان سال، همکاری میان ویتکاف و گلاک نیز به پایان رسید؛ گلاک املاک مسکونی را برداشت و ویتکاف ساختمان‌های اداری را در اختیار گرفت.

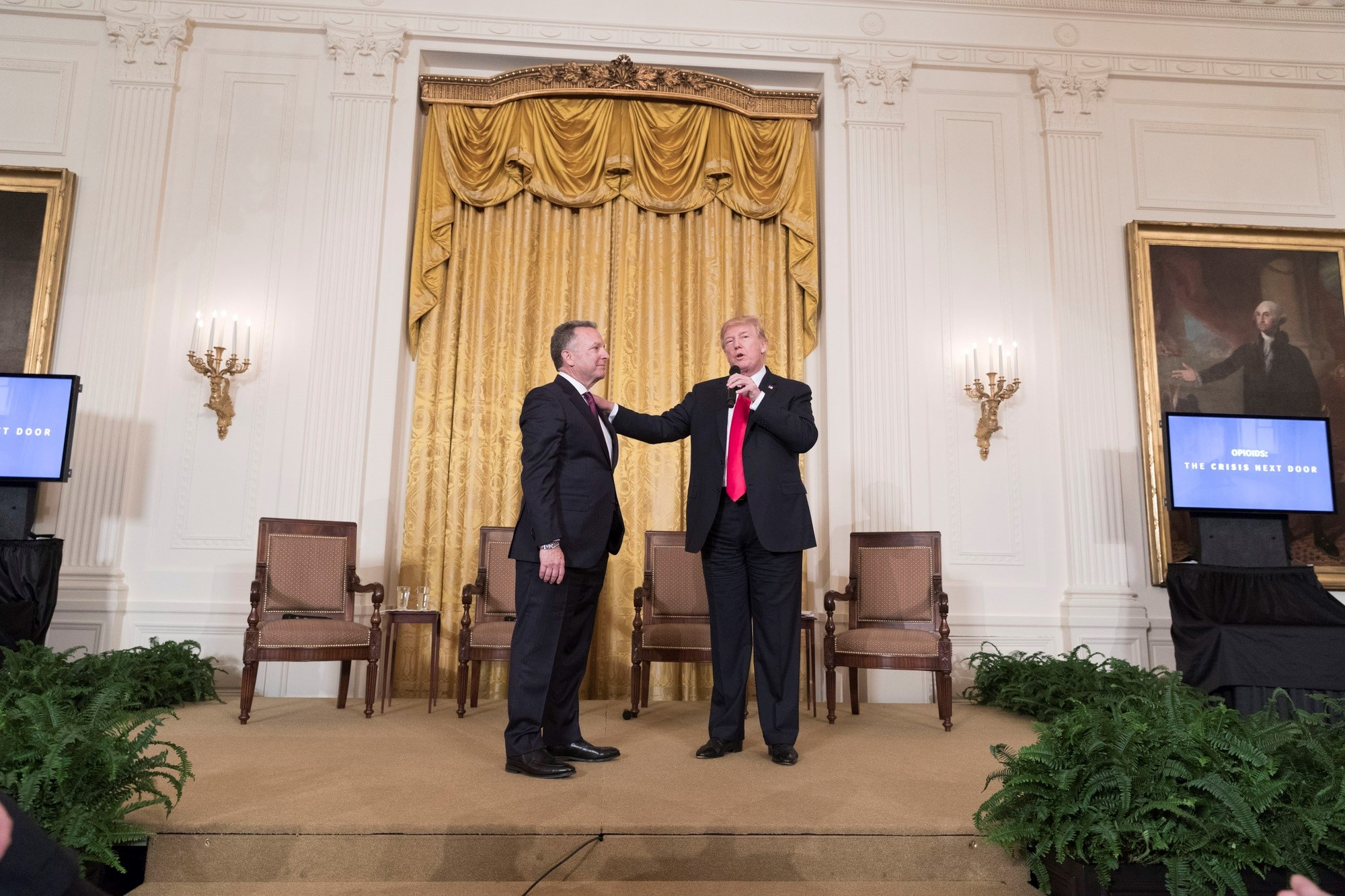
ویتکاف در کنار رئیس‌جمهور دونالد ترامپ، ۱ مارچ، ۲۰۱۸

در سال ۲۰۱۳ ویتکاف و هری مکلو هتل پارک لین را در جنوب سنترال پارک نیویورک به قیمت ۶۶۰ میلیون دلار خریداری کردند. در همان سال، ویتکاف و شرکت فیشر برادرز قطعه زمینی را در ترابیکا به مبلغ ۲۲۳ میلیون دلار خریدند و بر روی آن برج مسکونی ۱۱۱ ماری استریت را به ارتفاع ۷۹۲ فوت ساختند.
تا سال ۲۰۱۴ ویتکاف مالک ۳۰ ملک در ایالات متحده و لندن بود. تا سال ۲۰۱۹ شرکت ویتکاف گروپ تقریباً مالک ۵۰ ملک در آمریکا و دیگر نقاط جهان بود.
شرکت ویتکاف گروپ پروژه ساخت اقامتگاه و کازینوی فانتینبلو لاس وگاس را به مبلغ ۶۰۰ میلیون دلار خریداری کرد. قرار بود این مجموعه در سال ۲۰۲۰ با نام درو افتتاح شود؛ نامی که به یاد پسر در گذشته ویتکاف، اندرو، انتخاب شده بود. اما ساخت این پروژه در مارس ۲۰۲۰ به دلیل همه‌گیری کووید-۱۹ در ایالت نوادا متوقف شد. در فوریه ۲۰۲۱ شرکت کوک این ملک را خریداری کرد. نام اصلی پروژه دوباره بازگردانده شد و این هتل در دسامبر ۲۰۲۳ افتتاح شد. هزینه ساخت آن به ۳/۷ میلیارد دلار رسید که آن را به دومین اقامتگاه گران‌قیمت در لاس‌وگاس تبدیل کرد.
ویتکاف روابط تجاری گسترده‌ای در خاورمیانه دارد.

## فعالیت‌های سیاسی
در آوریل ۲۰۲۰ در نخستین دوره ریاست‌جمهوری دونالد ترامپ، ویتکاف عضو گروه صنعتی «احیای عظیم اقتصاد آمریکا» بود. گروهی که ترامپ برای مقابله با تأثیرات اقتصادی همه‌گیری کووید-۱۹ در ایالات متحده تشکیل داده بود.
در ژوئیه ۲۰۲۴ ویتکاف در شب چهارم گردهمایی ملی حزب جمهوری‌خواه سخنرانی کرد.
در ۱۵ سپتامبر ۲۰۲۴ زمانی که ویتکاف در باشگاه گلف بین‌المللی ترامپ در وست پالم بیچ همراه ترامپ گلف بازی می‌کرد، رایان وسلی روث اقدام به ترور ترامپ کرد. یک مأمور سرویس مخفی به سمت مهاجم شلیک کرد. مهاجم با خودرو فرار کرد اما بعداً دستگیر شد.
در ۹ نوامبر ۲۰۲۴ ویتکاف به‌همراه سناتور پیشین ایالات متحده، کلی لوفلر به عنوان رئیس مشترک کمیته افتتاحیه ریاست‌جمهوری برای دومین دوره ریاست‌جمهوری دونالد ترامپ انتخاب شد.

### نماینده ویژه آمریکا در امور خاورمیانه
در ۱۲ نوامبر ۲۰۲۴ دونالد ترامپ که به‌تازگی به‌عنوان رئیس‌جمهور انتخاب شده بود، اعلام کرد که استیو ویتکاف را به‌عنوان نماینده ویژه خود در امور خاورمیانه منصوب کرده است. ویتکاف پیش از این هیچ تجربه‌ای در امور دیپلماتیک نداشت.
در ژانویه ۲۰۲۵ ویتکاف نقش کلیدی در گفتگو برای آتش‌بس و تبادل گروگان‌ها بین اسرائیل و حماس ایفا کرد. او در کنار برت مک‌گورک (نماینده ارشد رئیس‌جمهور بایدن که ویتکاف را به مذاکرات دعوت کرده بود) و نخست‌وزیر قطر، شیخ محمد بن عبدالرحمن آل‌ثانی، که قرار شد با حماس مذاکره کند، در این تلاش‌ها حضور داشت. سبک مذاکره صریح، مستقیم و گاهی تهاجمی ویتکاف نقش تعیین‌کننده‌ای در رسیدن به توافق آتش‌بس شش‌هفته‌ای داشت. طبق این توافق، ۳۳ گروگان اسرائیلی که در حمله ۷ اکتبر توسط حماس ربوده شده بودند، در برابر آزادی حدود ۱۰۰۰ زندانی فلسطینی – از جمله افرادی که به حبس ابد به جرم قتل محکوم شده بودند – مبادله شدند و اقدامات بیشتری برای تبادل‌های بعدی و پایان دادن به جنگ ۱۵ ماهه آغاز شد.
روش ویتکاف با دیپلماسی سنتی تفاوت داشت. او در حالی‌که مک‌گورک از قطر به‌صورت تلفنی در مذاکرات شرکت داشت، فشار زیادی به بنیامین نتانیاهو، نخست‌وزیر اسرائیل وارد کرد تا توافق نهایی شود و تأکید کرد که ترامپ خواستار نهایی شدن این توافق است. این تلاش‌ها باعث شد در هفته‌های پایانی، توافقی حاصل شود که نزدیک به یک سال در حال مذاکره بود. روزنامه نیویورک تایمز نوشت: «این نمونه‌ای بارز از همکاری بین دو نماینده از احزاب رقیب سیاسی سرسخت بود. به‌ندرت پیش آمده که تیم‌های رئیس‌جمهور فعلی و منتخب از دو حزب مختلف، در چنین لحظه‌ای حساس که جان آمریکایی‌ها و آینده جنگی ویرانگر در خطر است با هم همکاری کنند.»
در ۲۹ ژانویه ۲۰۲۵ ویتکاف وارد اسرائیل شد و به‌عنوان یکی از معدود مقامات آمریکایی وارد نوار غزه شد تا از نزدیک نظارت بر اجرای آتش‌بس میان اسرائیل و حماس داشته باشد.
در ۲ مارس ۲۰۲۵ دولت اسرائیل ورود کالا و کمک‌های بشردوستانه به نوار غزه را متوقف کرد. دفتر نخست‌وزیر بنیامین نتانیاهو اعلام کرد که این اقدام بر اساس پیشنهادی انجام شده که در ابتدا توسط ویتکاف ارائه شده بود. در طرح جدید، اشاره‌ای به عقب‌نشینی نیروهای اسرائیلی از مواضع خود در غزه پس از آزادی نیمی از گروگان‌ها در مرحله اول آتش‌بس ۲۰۲۵ جنگ غزه نشده بود. تا ۳ مارس ۲۰۲۵ دولت آمریکا وجود چنین «طرح ویتکافی» را تأیید نکرده بود.
اسرائیل به‌جای ادامه مرحله دوم آتش‌بس براساس توافق قبلی، طرح جدیدی به نام «طرح ویتکاف» ارائه داد که بر پایه آن، در ازای آزادی گروگان‌های اسرائیلی، آتش‌بس ۵۰ روز تمدید می‌شد، اما اسرائیل این حق را برای خود محفوظ می‌داشت که در صورت لزوم به جنگ بازگردد. حماس این پیشنهاد جدید را که با مفاد توافق ژانویه متفاوت بود، رد کرد.
در ۲۳ مارس ۲۰۲۵ ویتکاف حماس را مسئول آغاز دوباره درگیری‌ها در غزه دانست و گفت: «حماس فرصت‌های فراوانی برای خلع سلاح داشت و می‌توانست پیشنهاد میانجی‌گری را بپذیرد که آتش‌بسی ۴۰ یا ۵۰ روزه را برای ما فراهم می‌کرد تا دربارهٔ خلع سلاح و آتش‌بس نهایی مذاکره کنیم.»
مذاکرات هسته‌ای با ایران
در ۱۲ آوریل ۲۰۲۵ ایالات متحده آمریکا و جمهوری اسلامی ایران نخستین دور مذاکرات هسته‌ای خود را در مسقط، عمان آغاز کردند. این مذاکرات که با میانجی‌گری وزیر امور خارجه عمان، بدر البوسعیدی برگزار شد، به‌طور عمده به‌صورت غیرمستقیم انجام گرفت و پیام‌ها میان دو طرف مبادله شد. با این حال، استیو ویتکاف و عباس عراقچی، وزیر امور خارجه ایران برای دقایقی به‌طور مستقیم گفتگو کردند که این نخستین تماس رودررو میان مقامات دو کشور از زمان آغاز دوره دوم ریاست‌جمهوری ترامپ بود. هر دو طرف این مذاکرات را سازنده و مثبت توصیف کردند و توافق کردند که دور بعدی گفتگوها در ۱۹ آوریل برگزار شود.

### مشارکت در مذاکرات با روسیه

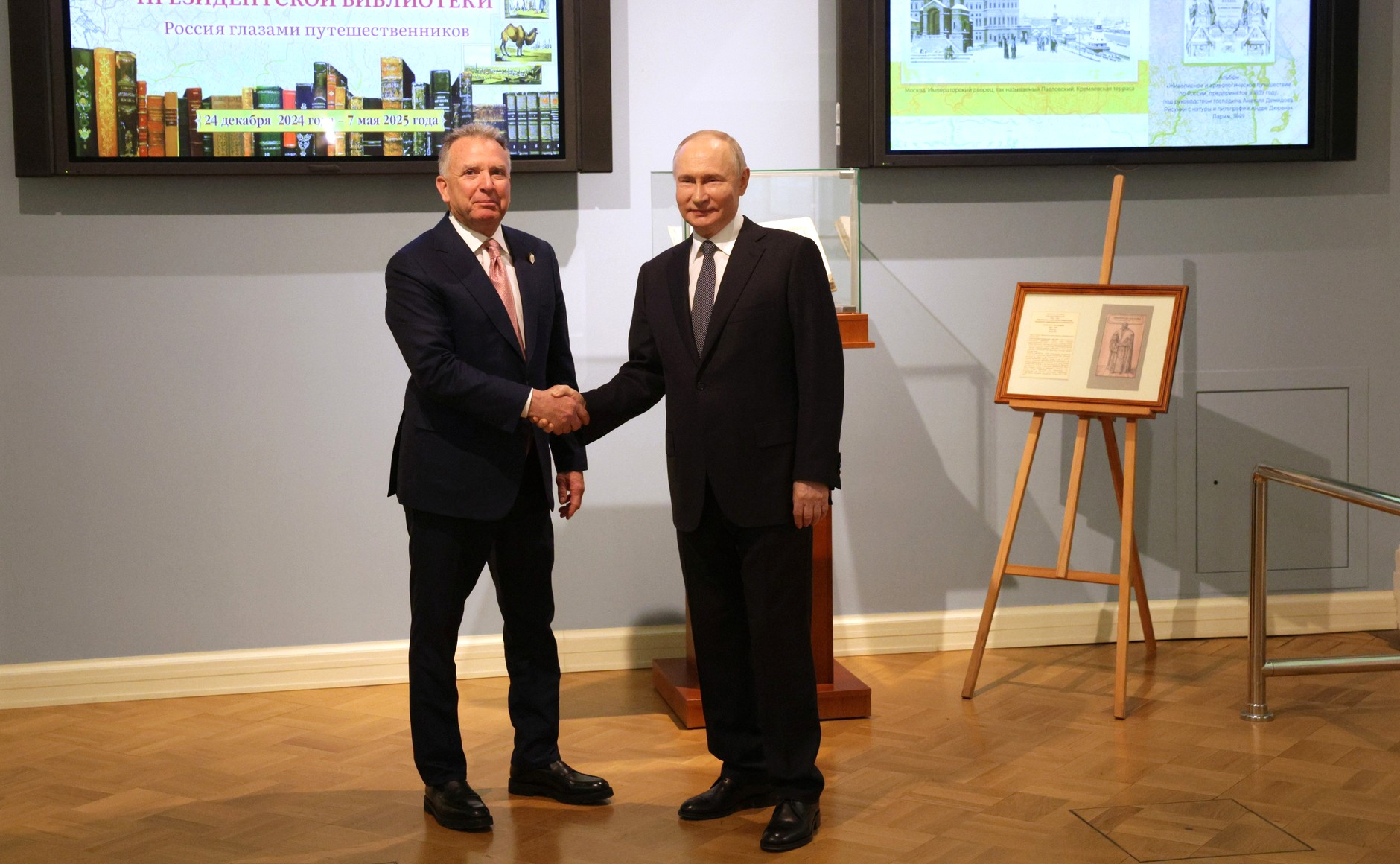
ویتکاف با رئیس‌جمهور روسیه، ولادیمیر پوتین، در سن پترزبورگ، ۱۱ آوریل ۲۰۲۵

رئیس‌جمهور ترامپ، ویتکاف را به عنوان نماینده غیررسمی خود در مذاکرات با رئیس‌جمهور روسیه، ولادیمیر پوتین، منصوب کرد. تا مارس ۲۰۲۵ ویتکاف به کانال اصلی ارتباطی بین دولت ترامپ و ریاست‌جمهوری روسیه تبدیل شده بود.
در ۱۱ فوریه ۲۰۲۵ ترامپ ویتکاف را به مسکو فرستاد تا رئیس‌جمهور پوتین دیدار کرد. او مسئول مذاکراتی بود که منجر به مبادله زندانیان و آزادی شهروند آمریکایی مارک فوگل در ازای شهروند روسی، الکساندر وینیک که در آمریکا زندانی بود شد. ویتکاف گفت که پوتین و ترامپ «دوستی عالی‌ای داشتند و من فکر می‌کنم که این دوستی ادامه خواهد داشت و این امر برای دنیا واقعاً خوب است.»
ویتکاف گفت که «زمان زیادی را با پوتین گذرانده» و در طی این سفر مخفیانه، «دوستی و رابطه‌ای صمیمی» با پوتین ایجاد کرده است.
ویتکاف در مذاکرات بین ایالات متحده و روسیه برای پایان دادن به حمله روسیه به اوکراین نیز دخیل بود. در ۱۶ فوریه ۲۰۲۵ ویتکاف نگرانی‌ها در مورد این که اوکراین و اروپا از هرگونه مذاکرات صلح در مورد حمله روسیه به اوکراین کنار گذاشته شوند را رد کرد. در ۱۸ فوریه، هیئت‌های آمریکایی و روسی که به ترتیب توسط وزیر امور خارجه ایالات متحده، مارکو روبیو و وزیر امور خارجه روسیه، سرگئی لاوروف هدایت می‌شدند در ریاض، عربستان سعودی برای توسعه چارچوبی برای مذاکرات صلح بیشتر دیدار کردند. روبیو همراه با استیو ویتکاف و مشاور امنیت ملی ایالات متحده مایکل والتز بود.

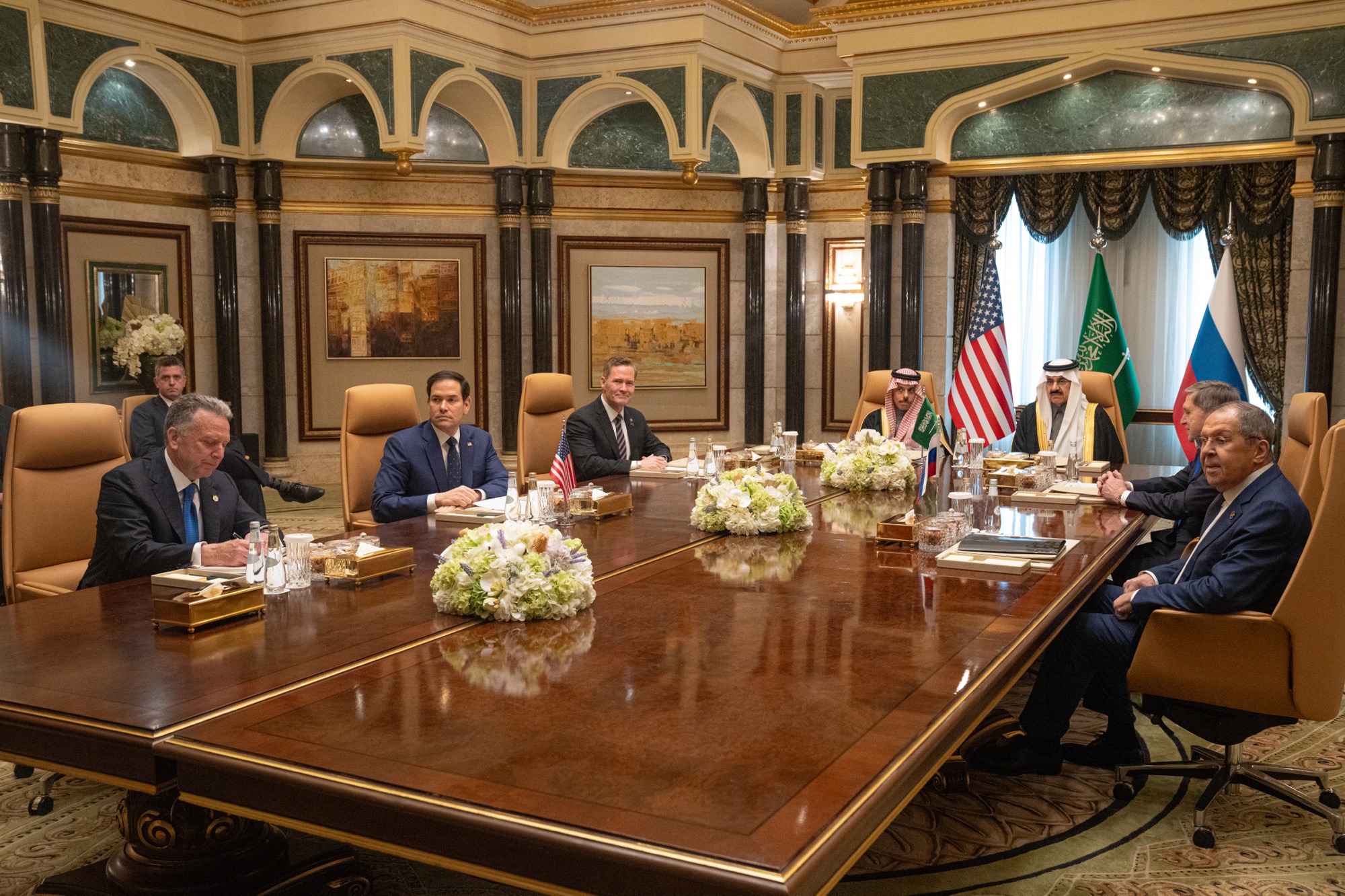
ویتکاف با مقامات آمریکایی، سعودی و روسی در حال دیدار در ریاض، ۱۸ فوریه ۲۰۲۵

در ۲۱ مارس ۲۰۲۵ در یک پادکست مصاحبه با تاکر کارلسون ویتکاف گفت که بزرگ‌ترین مشکل در مذاکرات «مناطق به اصطلاح چهارگانه: دونباس، کریمه، لوهانسک... و دو منطقه دیگر» هستند. روسیه در سال ۲۰۱۴ کریمه را اشغال و ضمیمه کرد و سپس در حمله ۲۰۲۲ خود چهار استان دیگر اوکراین را اشغال و ضمیمه کرد. وی گفت که جمعیت‌های این استان‌ها روس‌زبان بودند و «در همه‌پرسی‌هایی که برگزار شد، اکثریت قریب به اتفاق مردم اعلام کردند که می‌خواهند تحت حکومت روسیه باشند.» این همه‌پرسی‌ها که توسط روسیه در میان حمله خود برگزار شد از سوی ایالات متحده، اوکراین و بیشتر جامعه بین‌المللی به عنوان «مظاهره» محکوم شد.
در این مصاحبه، ویتکاف به تعریف از ولادیمیر پوتین پرداخت. او پوتین را «یک مرد عالی» و «بسیار باهوش» خواند. ویتکاف گفت: «من از او خوشم می‌آید، فکر می‌کنم او صادق بود» و «من پوتین را یک آدم بد نمی‌بینم.» بر پایه گفته ویتکاف، پوتین به او گفته بود که برای «دوستش» دونالد ترامپ پس از تلاش برای ترور در پنسیلوانیا دعا کرده است. او به یاد می‌آورد که «رئیس‌جمهور پوتین یک پرتره زیبا از رئیس‌جمهور ترامپ را به یک هنرمند برجسته روسی سفارش داده بود و آن را به من داد و از من خواست که آن را به خانه برای رئیس‌جمهور ترامپ ببرم.»
رئیس‌جمهور اوکراین، ولادیمیر زلنسکی گفت که اوکراینی‌ها از اظهارات ویتکاف «بسیار نگران» بودند و معتقد بودند که او تحت تأثیر اطلاعات غلط روسیه قرار گرفته است. نماینده دموکرات ایالات متحده، ست مولتن اظهارات ویتکاف را «دیوانه‌وار» خواند و او را متهم کرد که «برای روسیه مذاکره می‌کند» و «در کنار دشمن ما ایستاده است».

## دیدگاه‌ها

ویتکاف، روبیو و والتز در کنار وزیر امور خارجه عربستان سعودی، فیصل بن فرحان آل سعود، در ریاض، عربستان سعودی

### مصر
در مارس ۲۰۲۵ ویتکاف ابراز نگرانی کرد که جنگ اسرائیل در غزه ممکن است کشورهای خاورمیانه‌ای مانند مصر و عربستان سعودی را بی‌ثبات کند. او گفت نرخ بیکاری جوانان در مصر ۴۵٪ است و این کشور ورشکسته است. ویتکاف اظهار داشت: «یک کشور نمی‌تواند اینگونه ادامه بدهد. مصر عملاً ورشکسته شده و به کمک زیادی نیاز دارد.»

### سوریه
در مارس ۲۰۲۵ ویتکاف اظهار داشت که رهبر جدید سوریه، احمد الشرع ممکن است از زمان ارتباطش با القاعده تغییر کرده باشد.

### اسرائیل و فلسطین
در سال ۲۰۲۴ ویتکاف که یهودی است از دولت بایدن به دلیل توقف ارسال برخی بمب‌ها به اسرائیل انتقاد کرد. با این حال، او همچنین گفت که اعضای حماس «آن‌قدر که توصیف می‌شوند ایدئولوژیک و افراطی نیستند» و از تلاش‌های قطر برای میانجی‌گری برای پایان دادن به درگیری غزه تقدیر کرد.
در مارس ۲۰۲۵ ویتکاف گفت که نخست‌وزیر اسرائیل، بنیامین نتانیاهو با ادامه حملات به غزه اولویت را به جای آزادی گروگان‌های اسرائیلی به نابودی حماس داده است.

### روسیه و اوکراین
در سال ۲۰۱۸ ویتکاف — که پدربزرگ و مادربزرگ پدری‌اش از روسیه مهاجرت کرده‌اند — با تحریم‌ها علیه روسیه به‌خاطر تهاجم به اوکراین مخالفت کرد.
او از ولادیمیر پوتین، رئیس‌جمهور روسیه تمجید کرده و ظاهراً از ادعاهای دولت روسیه دربارهٔ جنگ با اوکراین حمایت کرده است. ویتکاف گفته بود که حمله روسیه به اوکراین «لزومأ» از سوی روسیه آغاز نشده و ناتو نقش مهمی در تحریک این درگیری داشته و اکثر مردم شرق اوکراین ترجیح می‌دهند تحت حاکمیت روسیه زندگی کنند.
او همچنین گفت که «۱۰۰٪ مطمئن است» که پوتین قصد حمله به اروپا را ندارد و علاقه‌ای به باقی مناطق اوکراین به‌جز جنوب شرقی الحاق‌شده ندارد.

### ایران
وی سرپرست هیئت مذاکره کننده آمریکایی در مذاکرات ایران و آمریکا بود.
ویتکاف گفته که رئیس‌جمهور ترامپ به‌دنبال راه‌حل دیپلماتیک برای برنامه هسته‌ای ایران است.
خبرگزاری آکسیوس در۱۲ ژوئن ۲۰۲۵ (یک روز پیش از شروع درگیری ایران و اسرائیل) گزارش داد ویتکاف جلسه‌ای غیرعلنی با گروهی از سناتورهای جمهوری‌خواه در مورد ایران برگزار کرده است. ویتکاف به جمهوری‌خواهان ارشد مجلس سنا هشدار داد که اگر اسرائیل تأسیسات هسته‌ای ایران را بمباران کند، این کشور می‌تواند پاسخی با تلفات گسترده ارائه دهد. وی زنگ خطر را در مورد آنچه در آینده رخ خواهد داد، به صدا درآورد. او گفت که انتقام ایران می‌تواند دفاع اسرائیل را در هم بشکند و خسارات سنگینی به بار آورد. ویتکاف همچنین قابلیت موشک‌های بالستیک ایران را در این جلسه مطرح کرد.

## زندگی شخصی
ویتکاف در گذشته در محله آپر ایست ساید منهتن زندگی می‌کرد. در سال ۱۹۸۷ با لورن جیل راپوپورت ازدواج کرد؛ در آن زمان او یکی از وکلای شرکت حقوقی بوتین، هیز و اسکلار در منهتن بود. در سال ۲۰۱۹ ویتکاف از نیویورک به فلوریدا نقل مکان کرد و در میامی بیچ ساکن شد.
استیو و لورن صاحب سه پسر بودند. در سال ۲۰۱۱، پسر ۲۲ ساله آنها اندرو بر اثر اوردوز اکسی‌کدون در یک مرکز بازپروری در سان‌ست پلازا درایو در کالیفرنیا (که اکنون تعطیل شده) جان خود را از دست داد. پسر دیگرشان زک یکی از بنیان‌گذاران شرکت ورلد لیبرتی فایننشال، فعال در حوزه ارز دیجیتال است. پسر سوم آنها الکساندر، هم‌اکنون مدیرعامل مشترک شرکت ویتکاف گروپ است.
ویتکاف عضو کمیته اجرایی هیئت املاک نیویورک بوده و همچنین به‌عنوان یکی از اعضای هیئت امنای بنیاد اینترپید و دانشگاه هافسترا (از سال ۲۰۱۵ تاکنون) فعالیت داشته است.